# CoBrA
CoBrA este o grupare artistică apărută după ce de-al doilea război mondial în țările nordice ale Europei, ca încercare de desprindere de spiritul "Școlii din Paris" (École de Paris), căruia i se opun valori specifice acestei zone culturale a Europei. Denumirea de CoBrA a rezultat din unirea inițialelor a trei capitale: Copenhaga, Bruxelles și Amsterdam.
În 1948 se produce apropierea dintre "Grupul experimental olandez", ce publica revista "Reflex" și avea printre promotori pe Karel Appel, Nienwenhuis Constant, Jan Nieuwenhuys și Corneille, și "Grupul abstract suprarealist danez" în frunte cu Asger Jorn. În același timp, poetul belgian Christian Dotremont și pictorul Pierre Alechinsky au ideea fundării unei "Internaționale de artă experimentală". Prin reunirea artiștilor din cele trei țări apare grupul "CoBrA". La mișcare mai aderă danezii Carl-Henning Pedersen, Egill Jacobsen, Ejler Bille ș.a. Surpriza produsă de manifestările grupului "CoBrA" - expozițiile de la Stedelijk Museum din Amsterdam (1949), de la Palais des Beaux-Arts din Liège (1951), ca și cele organizate la Paris ce către criticul de artă Michel Ragon - se explică prin libera afirmare a unor talente puternice, a unor temperamente artistice impetuoase.
Activitatea sistematică, esențială a grupului "CoBrA" a durat puțini ani (1948-1952), dar ecoul în epocă a fost considerabil, în primul rând, efortul exemplar de definire a personalității culturale a unor popoare, ceea ce oferea totodată șansa ieșirii din cadrul uniformizator, internațional cultivat în capitala Franței. Negând formele academiste, artiștii din grupul "CoBraA" regăsesc surse de inspirație în arta populară a vikingilor și eschimoșilor. În verva decorativă recunoaștem o tensiune barocă, trecută prin filtrul expresionismului nordic. Culorile agitate, soluțiile plastice libere de orice convenție, motivele care citează un patrimoniu cultural specifiuc duc spre individualizarea artei și a programului acestui grup. La prestigiul său au contribuit și cele 10 numere din revista "COBRA", ca și seria "Bibliotecii Cobra", cuprinzând 15 micromonografii apărute în 1950 la Copenhaga. După ce grupul își încetează existența, unele expoziții - cum sunt cele din Paris (1961) sau de la Muzeul "Luisiana" din Danemarca (1966) - mențin interesul pentru creația artiștilor de la "CoBrA", citată ca sursă a unor direcții artistice ce apar începând cu deceniul al VI-lea al secolului XX.